# Recensement de la Grèce de 1853
Le recensement de la population de 1853 (en grec moderne : Ελληνική απογραφή του 1853) est le treizième recensement officiel du royaume de Grèce. La population totale du pays s’élève à 1 042 527 habitants tandis que sa superficie est de 47 516 km2. Le royaume comprend le Péloponnèse, la Grèce-Centrale et les Cyclades. La densité de population atteint 21,9 habitants par kilomètre carré. En ce qui concerne la population, on constate une augmentation de 55 796 habitants par rapport au recensement précédent. En outre, selon ce recensement, il est constaté que seulement 7,1 % de la population vit dans des centres urbains, tandis que 13,5 % et 79,4 % constituent respectivement la population semi-urbaine et urbaine. Le recensement a été effectué à l'aide de registres nominatifs.
Alors que les résultats officiels de l'époque font état d'une population totale de 1 042 527 habitants habitants, la population dérivée de la somme des habitants par préfecture est supérieure de 7 000 habitants au total de la population. Ainsi, des versions ultérieures ont révisé la population de la Grèce à 1 035 527 habitants.